# Johann Andreas Stein
Johann Georg Andreas Stein (ur. 6 maja 1728 w Heidelsheim, zm. 29 lutego 1792 w Augsburgu) – niemiecki budowniczy instrumentów klawiszowych.

## Życiorys
Kształcił się w warsztacie organmistrzowskim swojego ojca, Johanna Georga Steina. Następnie studiował w Strasburgu u Johanna Andreasa Silbermanna (1748–1749) oraz w Ratyzbonie u Frantza Jacoba Spatha (1749–1750). W 1751 roku osiadł w Augsburgu, gdzie prowadził własny zakład organmistrzowski. W latach 1755–1757 wykonał organy dla augsburskiego Barfüßerkirche (zniszczone 1944) i od 1757 roku był organistą tegoż kościoła. W 1758 roku odbył kilkumiesięczną podróż do Paryża. W późniejszym okresie oprócz organów zaczął budować klawesyny, klawikordy oraz fortepiany. 
Był twórcą tzw. wiedeńskiej mechaniki klawiszowej, wprowadzając pojedynczy wymyk umożliwiający młoteczkowi odsunięcie się po uderzeniu struny mimo naciśniętego klawisza. W jego warsztacie produkowano po około 20–25 instrumentów rocznie. Walory fortepianów Steina chwalił w swoim liście z 17 października 1777 roku goszczący u niego Wolfgang Amadeus Mozart. Zachowały się dwa ze zbudowanych przez Steina klawikordów, znajdujące się współcześnie w Hadze i Budapeszcie. Drugi z nich należał do W.A. Mozarta.
Stein eksperymentował z nowymi formami instrumentów klawiszowych, zbudował własne instrumenty o nazwach polytoni-clavichordium (1769), melodika (1772), vis-à-vis Flügel (1777) i Saitenharmonika (1789). Vis-à-vis Flügel, zachowany do dzisiaj w dwóch egzemplarzach, był prostokątnym instrumentem stanowiącym połączenie zetkniętych skrzydłami fortepianu i klawesynu, na znajdujących się po jego dwóch końcach klawiaturach grali muzycy zwróceni do siebie twarzą w twarz. Polytoni-clavichordium stanowił połączenie w jednym korpusie dwumanuałowego klawesynu z fortepianem, Saitenharmonika była fortepianem ze strunami szarpanymi podobnie jak w klawesynie piórkiem, melodika natomiast była stawianymi na innym instrumencie klawiszowym małymi organami.
Z warsztatu Steina wyszło łącznie około 700 instrumentów klawiszowych. Po jego śmierci prowadzenie firmy przyjęła córka, Anna Maria zam. Streicher.